# آئورل تیکلنو
آئورل تیکلنو (رومانیایی: Aurel Țicleanu؛ زادهٔ ۲۰ ژانویهٔ ۱۹۵۹) مربی فوتبال اهل رومانی است.
وی همچنین در تیم ملی فوتبال رومانی بازی کرده است.